# Château de Sauveterre
Le château de Sauveterre est un ancien édifice fortifié, situé dans la commune de Sauveterre en France et inscrit aux monuments historiques depuis le 31 juillet 2002.

## Historique
Un château fort est brûlé lors de la croisade des Albigeois au début du XIIIe siècle. Des moines recréent un foyer de peuplement avec une sauveté qui a donné son nom au lieu. Le château actuel est construit, au XVIe siècle par la famille Auxilhon. Les propriétaires actuels sont toujours les descendants de ces fondateurs. Cette famille venue de Picardie, doit son installation à un chevalier qui se distingue à la bataille de Bouvines en 1214, avant de se croiser et guerroyer avec Simon de Montfort et se voit octroyer un fief. 
Les propriétaires d'un château, ruinés, vendent le site « en l'état » à la famille Auxilhon en 1452. On ne sait s'il était sur le même lieu que le castrum incendié deux siècles plus tôt. Sa ruine est en partie due à la guerre de Cent Ans qui fait des ravages dans le coin, au point qu'il ne reste que trois feux en 1407 dans le village.
Le château est à nouveau abîmé durant les guerres de religion, puis durant la Révolution, lorsque les propriétaires émigrent. Le château, confisqué et pillé, est rendu aux propriétaires lors de la Restauration. De très importants travaux sont exécutés entre 1818 et 1825, sous la direction de l'architecte Bernard Charles.

## Description
Le bâtiment principal de quarante mètres date de la Renaissance, mais façades et aménagement intérieur ont été remaniés : un escalier néoclassique et des peintures en trompe-l’œil.
Deux tours encadrent la façade côté extérieur et une petite tour du château ancien a été transformée en pigeonnier dans le parc. Une corniche crénelée soutient la toiture. L'ancienne chapelle du château qui lui est adossée est devenue l'église paroissiale Sainte-Croix de Sauveterre. Elle conserve un accès avec le château et abrite des sépultures de nombreux membres de la famille Auxilhon.

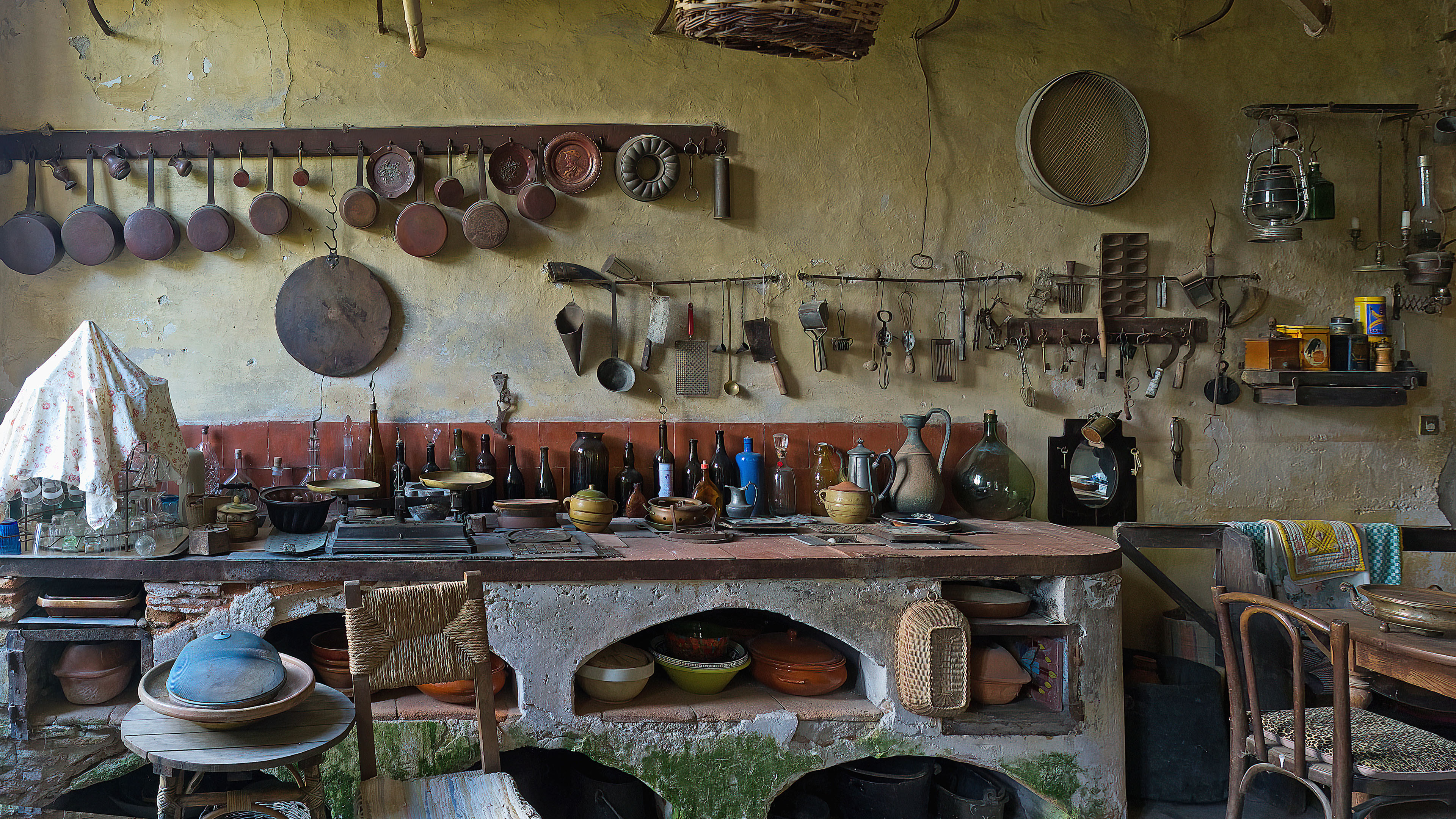
La cuisine du chateau en 2024.

## Sources